# Alexander Dimitrenko
Alexander Dimitrenko (* 5. Juli 1982 in Jewpatorija auf der Krim, Ukrainische SSR, Sowjetunion) ist ein deutscher Profiboxer ukrainischer Herkunft und ehemaliger Europameister im Schwergewicht.

## Amateurkarriere
Als Amateur gewann Dimitrenko 57 von 65 Kämpfen (35 Siege vorzeitig). 1998 wurde er ukrainischer Jugendmeister und 2000 in Budapest Juniorenweltmeister im Superschwergewicht. 2001 wurde er russischer Meister im Superschwergewicht und im selben Jahr wechselte er ins Profilager.

## Profikarriere
2001 wurde er von Universum Box-Promotion unter Vertrag genommen. Sein Profidebüt feierte er am 8. Dezember 2001 gegen den US-Amerikaner Marcus Johnson.
Seinen ersten Erfolg feierte er am 5. März 2005 mit dem Gewinn des IBF-Jugendweltmeistertitels. Dabei erzielte er einen Punktsieg über den US-Amerikaner Chris Koval. Trotz eines Niederschlages durch seinen Gegner in der zweiten Runde konnte Dimitrenko sich in den folgenden Runden behaupten und sich den Sieg sichern.
Am 2. Juli 2005 boxte er gegen den zwanzig Jahre älteren Andreas Sidon. Nach einer verhaltenen ersten Runde, in welcher kaum Aktionen von Sidon kamen, gelang Dimitrenko zu Beginn der zweiten Runde ein Niederschlag. Sidon setzte den Kampf fort, musste jedoch wenig später erneut zu Boden, so dass der Kampf vom Ringrichter abgebrochen wurde. Durch diesen Sieg gewann Dimitrenko die Interkontinentaltitel der WBO und der IBF.
Am 18. November 2007 besiegte Dimitrenko Timo Hoffmann in der zwölften Runde durch technischen K. o. Dabei gelangen ihm in der vierten Runde und zwölften Runde jeweils zwei Niederschläge, allerdings ging er in der fünften Runde überraschend zum zweiten Mal in seiner Karriere selbst zu Boden.
Im Jahr 2008 besiegte Dimitrenko den Puerto-Ricaner Derric Rossy und den Stallkollegen Luan Krasniqi jeweils vorzeitig und wurde anschließend für einen Ausscheidungskampf des WBO-Verbandes für einen Weltmeisterschaftskampf gegen den WBO-Titelträger Wladimir Klitschko nominiert. Sein Gegner in dieser Begegnung am 4. Juli 2009 Hamburg wurde der US-Amerikaner Eddie Chambers. Dimitrenko musste in diesem Kampf zweimal angezählt werden und konnte die hohen Erwartungen nicht erfüllen; er unterlag Chambers schließlich über zwölf Runden klar nach Punkten.
Nach mehr als einjähriger Ringabwesenheit sollte er gegen Audley Harrison um die Europameisterschaft boxen. Da Harrison den Titel aber für eine WM-Chance gegen David Haye niederlegte, boxte Dimitrenko am 31. Juli 2010 gegen seinen damaligen Landsmann Jaroslaw Saworotnij um den vakanten EM-Titel (EBU) und gewann durch K. o. in der fünften Runde.
Seine erste Titelverteidigung hätte er am 4. Dezember 2010 gegen den Polen Albert Sosnowski bestreiten sollen. Dimitrenko erlitt jedoch wegen einer Darmerkrankung kurz vor dem Kampf in seiner Kabine völlig dehydriert einen Kreislaufkollaps, worauf der Kampf abgesagt wurde. Der Kampf wurde daraufhin am 26. März 2011 in Hamburg ausgetragen. Dimitrenko gewann in Runde zwölf durch K. o. Die zweite erfolgreiche Titelverteidigung absolvierte er gegen den erfahrenen Briten Michael Sprott, gegen den er mit einem deutlichen Punktsieg gewann. Anschließend sollte er in einer Pflichtverteidigung des EM-Titel gegen den Finnen Robert Helenius antreten. Dieser Kampf kam allerdings nicht zustande, da sich Dimitrenko im Oktober 2011 einer Operation wegen einer Ellbogenverletzung unterzog. Daraufhin wurde ihm die Europameisterschaft aberkannt und vakant erklärt.
Am 5. Mai 2012 boxte Dimitrenko in Erfurt um die nunmehr vakante Europameisterschaft gegen den ungeschlagenen Bulgaren Kubrat Pulew. Er verlor diesen Kampf durch K. o. in der elften Runde, er ging dabei nach einem Treffer Pulews mit der Führhand zu Boden und ließ sich auszählen.

## Liste der Profikämpfe
| Kampf                                                | Datum      | Ort                                                       | Gegner                       | Ergebnis   | Wertung | Runden | Titel                                                   |
| ---------------------------------------------------- | ---------- | --------------------------------------------------------- | ---------------------------- | ---------- | ------- | ------ | ------------------------------------------------------- |
| 01                                                   | 08.12.2001 | Oberhausen, Deutschland                                   | Marcus Johnson               | Sieg       | TKO 04  | 4      |                                                         |
| 02                                                   | 08.02.2002 | Braunschweig, Deutschland                                 | Elvert Gill                  | Sieg       | KO 01   | 4      |                                                         |
| 03                                                   | 16.03.2002 | Stuttgart, Deutschland                                    | Tim Martin                   | Sieg       | KO 01   | 4      |                                                         |
| 04                                                   | 17.08.2002 | Berlin, Deutschland                                       | James Lester                 | Sieg       | PTS 04  | 4      |                                                         |
| 05                                                   | 12.10.2002 | Schwerin, Deutschland                                     | Alphonzo Davis               | Sieg       | KO 01   | 4      |                                                         |
| 06                                                   | 07.12.2002 | Las Vegas, USA                                            | Jeff Ford                    | Sieg       | UD 04   | 4      |                                                         |
| 07                                                   | 29.03.2003 | Hamburg, Deutschland                                      | Mark Bradley                 | Sieg       | KO 02   | 6      |                                                         |
| 08                                                   | 10.05.2003 | Stuttgart, Deutschland                                    | Miguel Ángel Antonio Aguirre | Sieg       | UD 06   | 6      |                                                         |
| 09                                                   | 12.07.2003 | Leverkusen, Deutschland                                   | Nino Fiumana                 | Sieg       | TKO 01  | 6      |                                                         |
| 10                                                   | 30.08.2003 | München, Deutschland                                      | Kendrick Releford            | Sieg       | PTS 06  | 6      |                                                         |
| 11                                                   | 15.11.2003 | Bayreuth, Deutschland                                     | Ivan Aparecido Rosa          | Sieg       | TKO 01  | 8      |                                                         |
| 12                                                   | 20.12.2003 | Kiel, Deutschland                                         | Jeff Pegues                  | Sieg       | KO 01   | 8      |                                                         |
| 13                                                   | 14.02.2004 | Stuttgart, Deutschland                                    | Sam Ubokane                  | Sieg       | TKO 05  | 6      |                                                         |
| 14                                                   | 08.05.2004 | Dortmund, Deutschland                                     | Ramon Hayes                  | Sieg       | TKO 02  | 8      |                                                         |
| 15                                                   | 31.07.2004 | Stuttgart, Deutschland                                    | Julius Francis               | Sieg       | UD 08   | 8      |                                                         |
| 16                                                   | 18.09.2004 | Leverkusen, Deutschland                                   | Andy Sample                  | Sieg       | TKO 02  | 8      |                                                         |
| 17                                                   | 29.08.2008 | Düsseldorf, Deutschland                                   | Ross Puritty                 | Sieg       | UD 08   | 8      |                                                         |
| 18                                                   | 05.03.2005 | Leverkusen, Deutschland                                   | Chris Koval                  | Sieg       | UD 10   | 10     | IBF Youth Heavyweight Title (vacant)                    |
| 19                                                   | 02.07.2005 | Hamburg, Deutschland                                      | Andreas Sidon                | Sieg       | TKO 02  | 12     | WBO & IBF Inter-Continental Heavyweight Title (vacant)  |
| 20                                                   | 28.09.2005 | Hamburg, Deutschland                                      | Vaughn Bean                  | Sieg       | UD 10   | 10     |                                                         |
| 21                                                   | 08.04.2006 | Kiel, Deutschland                                         | Fernely Feliz                | Sieg       | UD 12   | 12     | WBO Inter-Continental Heavyweight Title (vacant)        |
| 22                                                   | 29.07.2006 | Oberhausen, Deutschland                                   | Chad Van Sickle              | Sieg       | TKO 02  | 12     | WBO Inter-Continental Heavyweight Title                 |
| 23                                                   | 28.10.2006 | Stuttgart, Deutschland                                    | Gonzalo Omar Basile          | Sieg       | KO 01   | 12     | WBO Inter-Continental Heavyweight Title                 |
| 24                                                   | 18.11.2006 | Düsseldorf, Deutschland                                   | Billy Zumbrun                | Sieg       | UD 12   | 12     | WBO Inter-Continental Heavyweight Title                 |
| 25                                                   | 17.03.2007 | Stuttgart, Deutschland                                    | Danny Batchelder             | Sieg       | TKO 07  | 10     |                                                         |
| 26                                                   | 14.07.2007 | Hamburg, Deutschland                                      | Malcolm Tann                 | Sieg       | TKO 05  | 12     | WBO Inter-Continental Heavyweight Title                 |
| 27                                                   | 17.11.2007 | Magdeburg, Deutschland                                    | Timo Hoffmann                | Sieg       | TKO 12  | 12     | WBO Inter-Continental Heavyweight Title                 |
| 28                                                   | 03.05.2008 | Stuttgart, Deutschland                                    | Derric Rossy                 | Sieg       | TKO 05  | 12     | WBO Inter-Continental Heavyweight Title                 |
| 29                                                   | 15.11.2008 | Düsseldorf, Deutschland                                   | Luan Krasniqi                | Sieg       | KO 03   | 12     | WBO Inter-Continental Heavyweight Title                 |
| 30                                                   | 04.07.2009 | Hamburg, Deutschland                                      | Eddie Chambers               | Niederlage | PTS     | 12     | WBO Inter-Continental Heavyweight Title                 |
| 31                                                   | 31.07.2010 | Hamburg, Deutschland                                      | Jaroslaw Saworotnij          | Sieg       | KO 05   | 12     | Europameistertitel im Schwergewicht                     |
| 32                                                   | 26.03.2011 | Hamburg, Deutschland                                      | Albert Sosnowski             | Sieg       | KO 12   | 12     | Europameistertitel im Schwergewicht                     |
| 33                                                   | 24.09.2011 | Hamburg, Deutschland                                      | Michael Sprott               | Sieg       | PTS     | 12     | Europameistertitel im Schwergewicht                     |
| 34                                                   | 05.05.2012 | Erfurt, Deutschland                                       | Kubrat Pulew                 | Niederlage | KO 11   | 12     | Europameistertitel im Schwergewicht                     |
| 35                                                   | 21.12.2012 | Sluneta, Usti nad Labem, Tschechien                       | Samir Kurtagic               | Sieg       | UD 8    | 8      |                                                         |
| 36                                                   | 09.03.2013 | CU Arena, Hamburg, Deutschland                            | Ivica Perkovic               | Sieg       | UD 8    | 8      |                                                         |
| 37                                                   | 30.05.2015 | Boxsporthalle Braamkamp, Winterhude, Hamburg, Deutschland | Patryk Kowoll                | Sieg       | TKO 1   | 6      |                                                         |
| 38                                                   | 11.07.2015 | GETEC Arena, Magdeburg, Deutschland                       | Zoltan Csala                 | Sieg       | KO 2    | 8      |                                                         |
| 39                                                   | 24.10.2015 | Schulsporthalle, Hamburg, Deutschland                     | Milos Dovedan                | Sieg       | KO 2    | 8      |                                                         |
| 40                                                   | 16.01.2016 | Bavaria Filmgelände, München, Deutschland                 | Drazan Janjanin              | Sieg       | UD 8    | 8      |                                                         |
| 41                                                   | 01.10.2016 | Vodafone Events Centre, Manukau City, Neuseeland          | Joseph Parker                | Niederlage | KO 3    | 12     | WBO Oriental Schwergewicht title                        |
| 42                                                   | 15.02.2017 | ECB Boxgym, Hamburg, Deutschland                          | Milos Dovedan                | Sieg       | KO 2    | 4      |                                                         |
| 43                                                   | 18.03.2017 | Baltiska Hallen, Malmö, Schweden                          | Adrian Granat                | Sieg       | KO 1    | 12     | IBF International Schwergewicht title                   |
| 44                                                   | 22.12.2017 | Sporthalle, Hamburg, Deutschland                          | Miljan Rovcanin              | Sieg       | DQ 10   | 10     |                                                         |
| 45                                                   | 18.08.2018 | Ocean Resort Casino, Atlantic City, USA                   | Bryant Jennings              | Niederlage | TKO 9   | 12     | IBF International, Vacant WBO NABO Schwergewicht titles |
| 46                                                   | 20.04.2019 | Dignity Health Sports Park, Carson, USA                   | Andy Ruiz                    | Niederlage | RTD 05  | 10     |                                                         |
| 47                                                   | 13.07.2019 | Dignity Health Sports Park, Carson, USA                   | Tony Yoka                    | Niederlage | TKO 03  | 10     |                                                         |
| Quelle: Alexander Dimitrenko in der BoxRec-Datenbank |            |                                                           |                              |            |         |        |                                                         |

## Privat
Dimitrenko lebt seit 2001 in Hamburg. Am 11. November 2010 erhielt er die deutsche Staatsangehörigkeit.
2014 spielte  Dimitrenko in dem Musikvideo zu der Single Kämpfernatur der Band Fil da elephant und Capo di Capi mit.